# Избациво седиште
Избациво седиште је сложен, савремен систем за спасавање пилота у свима случајевима, када се процени да је њихово даље остајање у кабини ваздухоплова у непосредној опасности по њихове животе. Применом избацивих седишта, постигнута је висока поузданост за успешно напуштање ваздухоплова у свима његовим тренутним режимима лета и припреми за лет, чак и на земљи када ваздухоплов мирује.
У раном периоду историје ваздухопловства, па све до појаве ваздухоплова са турбомлазним мотором, пилоти су напуштали ваздухоплов, у принудним случајевима, коришћењем снаге сопствених мишића, при чему је значајно растао ризик повређивања и све већи број случајева неуспешног спасавања са смртним исходом. На почетку увођења у оперативну употребу ваздухоплова високих перформанси, спасавање уз помоћ снаге сопствених мишића постало је немогуће. Зато се почетком четрдесетих година 20. века приступило спасавању посада ваздухоплова, применом аутоматског напуштања ваздухоплова, катапултирањем (избацивањем) заједно са пилотским седиштем. Примена овог система има релативно кратку историју, (око 60 година), са изванредни резултатима у његовом развоју уз перманентно и стално улагање великих напора и финансијских средства за усавршавање тих система. Најдаље се отишло у опремању борбених, посебно ловачких авиона, у којима су пилоти и највише угрожени, односно изложени ризику преживљавања. Техничка ограничења у неким сегментима отежавају значајнију примену ових система, као што су спасавање посада из хеликоптера, јер у случају нужности, услове за напуштање кабине хеликоптера значајно омета присутност обртног крила, а са друге стране, мале висине лета ограничавају могућност његовог напуштања кроз отворе на патосу. Затим ту је и морални проблем спасавања путника и других чланова посаде авиона, војних и комерцијалних ваздухоплова, не само због многих техничких већ и психолошких па и медицинских разлога, када је примена избацивих седишта ограничена или практично немогућа. Зато је истраживање максимално ефикасних система спасавања посада, стално присутна у свим областима ваздухопловства, јер се ради о тако приоритетном и хуманом разлогу, спасавању живота човека. Поред тога треба имати у виду, да је губитак живота пилота и нешто више од губитка људског живота, због дугорочног и великог улагања у школовање и обуку пилота.

## Историја
Први авиони, нису летели ни високо ни брзо тако да је пилот, кроз отвор на кабини, могао без икаквих уређаја једноставним искакањем да напусти авион у случају отказа или хаварије. Са променом режима летова борбених авиона, између 1920. и 1940; као што су повећана брзина, већа маневарска способност и летови авиона на нижим висинама, знатно су усложили проблем безбедности и спасавање посада ваздухоплова у ванредним ситуацијама. Многи пилоти нису имали довољну снагу мишића да савладају отпор протока ваздуха, а ако би и савладали тај отпор струја ваздуха их је често набацивала на реп авиона.
Брзина лета ваздухоплова у четрдесетим годинама достигла је 600 км/час и више. Као резултат тога, према немачким статистикама, од краја 1930. до почетка 1940. 40% напуштања ваздухоплова класичним начином уз помоћ мишића; завршавало је катастрофом. У америчком ваздухопловству, након спроведене анализе података из 1942. утврђено је да се 12,5% напуштања авиона завршило смрћу пилота, а 45,5% тешким повредама. Смрт код већине пилота настајала је због великих брзина авиона, које су узроковале повреде ударом тела пилота о делове авиона.
Бројне студије принудног напуштања борбених авиона произведених 1944, у САД показала је да број умрлих непрестано расте и да је достигао ниво од 15%, а број повреда од 47%. Ситуација је постала неподношљива и морао се наћи нови начин за спасавање пилота из оштећеног ваздухоплова.
Први експериментални покушаји конструисања избацивог седишта почиње између 1920. и 1930. На изложби у Келну 1928, дат је први опис следећих система за напуштање авиона;
| „ | Пилотово седиште има један додатак, пилотски падобран који се налази у кабини авиона на цилиндру са компримованим ваздухом. Притиском на полугу, пилот може направити неку врсту „метка“, који је избацивао пилота заједно са седиштем и падобран на висину од 6 до 9 m. | ” |

Наредне 1929. Анастасе Драгомир (1896—1966) румунски проналазач, региструје заједно са Танасе Добреском, падобран са избацивим седиштем, рану верзију савременог избацивог седишта. Драгомиров патент је успешно тестиран 25. августа, 1929. на аеродрому Орли у близини Париза, а у октобру 1929. и у близини Букурешта. Драгомир овај свој проналазак патентира под називом (фр. cockpit catapultable) у француском Заводу за патенте (под бр.678566, од 2. априла 1930)
Стварна примена система за присилно напуштања кабине авиона (избацивим седиштем) почиње током Другог светског рата у Немачкој, где су прва истраживања започета 1939. Немачки авиони тога доба били су непоуздани, јер су многи од њих на брзину конструисани и произведени и због аеродинамичких несавршености често су губили контролу и падали у ковит, што је још више наметало потребу за примену средстава за спасавање. Немци су паралелно са развојем седишта развијали и нове врсте падобрана, укључујући и падобране са контролом површина куполе, који се карактерише сигурним пуњењем куполе при високим брзинама и већом стабилношћу него конвенционални падобрани. Пошто за ова истраживања није било добровољаца, Немци део истраживања са избацивим седиштем изводили су и са ратним заробљеницима;
| „ | У Нирнбергу на суђењу великим немачким ратним злочинцима међу доказима о криминалној организацији „СС“ амерички тужилац Фаро, изнео је податак да постоје писма др Рашера да је Химлер дозволио да се заточеници у концентрационим логорима, користе као експериментална бића за експерименте по наруџби војног ваздухопловства. | ” |

| Параметар               |           |           |
| ----------------------- | --------- | --------- |
| Почетна брзина          | 12 m/sec  | 1,9 m/sec |
| Макс. напрезање         | 12-13 „g“ | 11,9 „g“  |
| Трајање избацивања      | -         | 0,13      |
| Дужина клипа            | 0,680     | 0,775     |
| Притисак компр. ваздуха | 95 105    | 125 105   |

Први пилот који се спасио избацивим седиштем био је -Helmut Schenk-, пробни пилот немачког He-280, 13. јануара 1942, након што је изгубио контролу над својим авионом у условима залеђивања. Немци у 1944, издају директиву да сви нови борбени авиони морају бити опремљени избацивим седиштем, и монтирају их на неколико типова млазних авиона компаније Хајнкел, Месершмит и Дорније (Хе-162, Хе-219, Ме-163, Ме-262 и До-336). До краја рата немачки војни пилоти избациво седиште користили су приликом напуштања авиона око 60 пута. Прва избацива седишта током Другог светског рата у Немачкој користила су паралелно два систем за избацивање седишта: један са барутним пуњењем (на авиону Хе-162), и други са ваздухом под притиском (у авионима Хе-219, Хе-280, итд). Немачка све до краја рата не само да је била прва, већ и једина земља која је серијски уграђивала избациво седиште у своје авионе.
Паралелно са Немцима и Шведска почиње са радом на избацивом седишту и то прво на авиону САБ Ј-21 а затим на авиону Ју-86, из кога је 1941. при брзини лета од 280 км/час извршено прво тестирање седишта, које је покретао, као и прво немачко седиште, компримовани ваздух. Током 1942. САБ покреће сарадњу са фирмом Бофорс и 1943. заједнички развијају први прототип избацивог седишта са две пиропатроне и барутним пуњењем. Први пут ово седиште је примењено, у ваздуху, из авиона САБ Б-17, 27. фебруара 1944, на висини лета од 1.200 m и брзини од 405 км/час. Након полетања прототипа авиона САБ Ј-21А 1. јуна 1945. у њега се серијски уграђује избациво седиште. Прво избацивање у стварним условима у Шведској десило се 29. јула 1946, када је у ваздуху дошло до судара авиона САБ Ј-21А са авионом ФФВС Ј-22. Прво избацивање из авиона на млазни погон обављено је из авиона САБ Ј-21Р 28. марта 1948. Од укупно 25 избачаја из обе варијанте САБ 21 у периоду од 1945—1956 23 су биле успешна.
Пред крај рата, рад немачких конструктора, изазвао је велико интересовање код припадника авијације победничких држава у Другом светском рату. Већина документације ових истраживања у области примене избацивих седишта доспела је у руке британске војске, која је материјал немачких конструктора, применила у својим истраживањима. Посебно успешна у овим истраживањима била је британске компаније „Мартин-Бејкер“, која је и данас једна од значајних компанија у овој области у свету.
Британски покушаји да се створе уређај за брзо напуштање авиона почињу 1944. у Институту ратног ваздухопловства Велике Британије под руководством Џејмса Мартина, шефа компаније Мартин-Бекер. Након двогодишњег рада и бројних тестирања на земљи и у ваздуху, створено је једноставно избациво седиште јуна месеца 1946. и извршено је прво тестирање седишта „Мартин Бакер“ од стране пилота Бернара Линга. Избацивање је изведено на надморској висини од 2.500 m при брзини од 520 км/час са два седишта, на млазном авиону „Метеор-3» фирме „Глостер“. Седиште је након избацивања достигло висину између 15 и 18 m изнад равни авиона, и остварило брзину од 20 м/сек. Након тога пилот се одвојио од седишта, након чега се активирао мали падобран за стабилизацију и успорење, а затим и главни падобран. Након овог седишта следе нове конструкције овог типа седишта од Мк-2 до Мк-16.
Искусни падобранац Габријел Афанасиевич Кондратов обавио је прва тестирања избацивог седишта у СССР из авиона Петљаков Пе-2, 24. јула 1947. на једном од аеродрома у близини Москве. Већ наредне 1948. године, прво избациво седиште у СССР уведено је у серијску производњу. Аутори овог пројекта су били АИ Микојан и МИ Гуревич, НЗ Матиук, АИ Брунова и СН Лиусхина.
Први хеликоптер, који је био опремљен избацивим седиштем био је Совјетски хеликоптер Камов Ка-50 „Алигатор“ произведен 1980, код кога је избацивању седишта претходило одбацивање ротора.
Највећа брзина авиона након које је пилот преживео напуштање авиона избацивим седиштем, била је 2,6 маха и извршено је на надморској висини од 18.000. Избацивање је обавио Совјетски тест пилот, 1981. из авиона МиГ-25, а на себи је имао висинско одело.
- Први авиони на којима је почела серијска примена избацивог седишта
- Хајнкел He 219 (1940)
  Нацистичка Немачка
-SAAB J 21A-3 (1945)
  Шведска
-Gloster Meteor Mk III (1946)
  Уједињено Краљевство

### Развој избацивог седишта (1940—2010)
Прва генерација - (1940—1965)
Избацива седишта ове генерације искључиво су балистичка и радила су са компримованим ваздухом, барутним пуњењем, или ракетним пуњењем, и примењивала су дејство само једне силе за катапултирање избацивог седишта из авиона. На почетку развоја, ове генерације избацивих седишта, након одвајања од седишта, пилот је морао ручно да активира падобран. У каснијој фази ова функција је аутоматизована, а процес отварања падобрана се одвијао без утицаја пилота.
Примери прве генерације избацивих седишта су; Heinkel, SAAB Mk-1, Martin Baker Mk-1 do Mk-5 итд.
Друга генерација - (1965—1975)
Ову генерацију седишта карактерише отклањање бројних недостатака прве генерације, због које је велики број пилота завршавао катапултирање са тежим или лакшим телесним повредама. Модификације су се односиле, пре свега, на бољу регулацију снаге избацивања како би пилот преживео катапултирање без значајних оштећења тела. Такође, уводе се у употребу седишта нула / нула (која су омогућавала катапултирање при нултој брзини на нултој висини) и употребу седишта за катапултирање при великим брзинама авиона. Да би се ово постигло, конструисана су специјална ракетна пуњења са већим бројем комбинација дејстава (у зависности од висине и брзине авиона и тежине пилота итд). Катапулт на седиштима ове генерације ради у два интервала. У првој фази, у трајању од 0,15 до 0,25 sec, седиште достиже почетно убрзања до 10G. Након ове фазе, следује друга када ракетна пуњења делују још додатних 0,20 до 0,40 sec, и додатно увећавају брзину катапултирања, што знатно умањује дејство оптерећења на тело пилота.
У другу генерацију спадају седишта; Martin Baker Mk-7, MecDonald Douglas итд.
Трећа генерација — (1975-до данас)
Ову генерацију седишта карактерише пре свега увођење аутоматизованих функција и других заштитних мера као што су; конусни ветрокази, квалитетни падобрани и друга опрема за безбедно спасавање. Највећи напредак код ове генерације седишта постигнут је захваљујући сталном развоју електронике, која је омогућила уградњу рачунара у избациво седиште, који обједињава бројне контролне функције на основу читања података из бројних сензора, и на основу којих регулише оптималан процес катапултирања.
Представници треће генерације су; Martin Baker Mk—14, MecDonald Douglas—YF-4J, MecDonald Douglas—ACES-2, Stencel—S4S, „Звезда“—К-36 итд.

## Примена и намена избацивог седишта
У систему спасавања пилота из авиона, након отказа виталних компоненти, грешака у пилотирању или оштећења изазваних ратним дејствима, избациво седиште обезбеђује више различитих функција од којих је најзначајнија принудно напуштање авиона (катапултирање). У саставу пилотског седишта налази се и комплет за спасавање и преживљавање пилота на копну и води (гумени чамац, комплет лекова, храна, сигнални пиштољ, специјална боја за воду, радио станица и други материјала неопходан за преживљавање) у случају дужег боравка пилота у природи или на води до његовог коначног спасавања.
Циљ катапултирања јесте да се пилот заједно са седиштем одбаци од авиона на безбедну удаљеност и да се остваре услови за отварање падобрана, уз помоћ кога се пилот безбедно приземљује. Цео процес, од тренутка активирања избацивог седишта до тренутка приземљења, на савременим седиштима је потпуно аутоматизован, како би се што је могуће више уклонила могућа грешка пилота и омогућило његово спасавање и у бесвесном стању.
Сам процес катапултирања се остварује активирањем појединих пиротехничких елемената (пиропатрона и ракетних мотора) по одређеном редоследу. На почетку катапултирања, под дејством пиропатрона, седиште клизи дуж вођице телескопске цеви. Након раздвајања седишта и телескопа активира се ракетни мотор. Рад ракетног мотора омогућава да се пилот правовремено нађе на безбедној удаљености од летелице и да има одговарајућу брзину за правилну функцију падобрана.
Савремена пилотска седишта са ракетним мотором омогућавају спасавање пилота и при нултој висини и нултој брзини авиона. Брзина седишта у тренутку активирања падобрана мора бити већа од критичне брзине за отварање падобрана, без обзира на претходну брзину авиона. Током приземљења на одређеној висини долази до раздвајања пилота и седишта. Пиропатроне и ракетни мотор пилотског седишта морају бити врло поуздани. Пиропатроне треба да остваре притисак гасовитих продуката сагоревања, а ракетни мотор потисак, са минималним одступањем од номиналне вредности. Млазнице ракетног мотора су закошен у две равни, тако да потисак не лежи у равни симетрије мотора, чиме је постигнуто да се путање авиона и пилотског седишта разилазе, и на тај начин се избегава судар тела пилота са деловима летелице. 
| Зашто се избацива седишта не примењују на комерцијалним ваздухопловима ? - Највећи број ваздухопловних незгода јавља се током полетања и слетања , када је технички немогуће извести истовремено, избацивање, свих путника због краткоће времена или недовољне висине ваздухоплова - Пре избацивања (као што је то случај код војних авиона) потребно је да се прво изврши уклањање крова кабине, што би код комерцијалних авион захтевало уклањање целокупног ентеријера - плафона авиона. - Избацива седишта су опремљена млазним мотором, чије активирање изазива велика оптерећења организма, што је изузетно опасно за неприпремљене особе, као што су деца, труднице, старије особе, болеснике али и већину других путника. - На великим висинама лета ваздухоплова, је такође немогућа примена овог начина спасавања, због ниског притиска атмосферског ваздуха, снижене концентрације кисеоника у удахнутом ваздуху, јако ниске температуре (>-50 °C) и појаве декомпресионих поремећаја (које изазива ширење ваздуха у шупљим органима и ослобађање мехурића гаса у ткивима). Спречавање ових поремећаја захтева примену специјалне заштитне опреме, (индивидуално подешене за сваког путника), коју би они све време лета требало да носе на себи. Чак и ако преживе све горе наведене проблеме већина путника не би била у стању да превазиђе, процес спуштања падобраном и приземљење, што захтева безброј вештина, које се стичу посебном обуком. |

## Врсте избацивих седишта

#### Избацивање са горње стране авиона
Катапултирање седишта са горње стране авиона, данас се најчешће примењује у ваздухопловству, јер омогућава, катапултирање седишта на свим висина и при свим брзинама укључујући и катапултирање за време мировању авиона на земљи.

#### Избацивање са доње стране авиона
Катапултирање седишта са доње стране, примењује се код оних авиона, чија конструкција онемогућава избацивање навише (најчешће код авиона са вишеспратном кабином и вишечланом посадом и хеликоптера) Основна мана овог начина катапултирања је та, што захтева висину лета ваздухоплова од 100 или више метара.
Добре особине овог начин катапултирања су;
- организам пилота изложен је мањем дејству сила оптерећења,
- спречава судар посаде ваздухоплова у ваздуху код истовременог катапултирања већег броја особа,
- код изузетно брзих авиона чије карактеристике превазилазе могућности катапулта и ракетног пуњења, омогућава безбедно катапултирање.

#### Избациво седиште са телескопским пиштољем
Прва седишта фирме Марин-Бејкер (Мк1-а), за избацивање су користила телескопски пиштољ који је имао кућиште са два пуњења; примарним и секундарним.
Процес избацивања је почињао активирањем примарног пуњења, од стране пилота повлачењем ручице изнад своје главе, након чега се преко његовог лица навлачио специјални штитник. Због притиска гаса који се ствара активирањем пуњења, седиште почиње да се диже и продужава цев пиштоља (што је веома слично штапу за пецање). Након померања седиште за један метар, активирало се друго пуњење које је гурало седиште унапред и стварало услов да се избацивање обавља постепено а не трзајем.
Оног тренутка када би се седиште нашло ван летелице, трака која је повезивала седиште са подом у кабини, активирала је падобрански пиштољ, који је избацивао један штап, који је за собом вукао један мали стабилизујући падобран. Пилот је потом морао да ручно активира одвајање седишта од телескопског пиштоља, након чега је аутоматски следило и активирање главног падобрана.
Каснији развој ових седишта довео је до појаве нових пиштоља за избацивање, са четири мања секундарна пуњења, уместо једног, да би се изједначило убрзање, као и уградњу аутоматског, баростатички контролисаних механизма за одвајање седишта. То је обезбеђивало да чак и кад је пилот повређен или онеспособљен, све док је активиран процес избацивања, пилот је могао бити аутоматски избачен из летелице и одвојен од седишта док се његов падобран аутоматски отварао.
Употреба првих седишта била је ограничена на брзине изнад 350 км/час (јер је била потребна одређена брзина авиона за његово активирање). Касније је та граница померена на 160 км/час, (што је омогућио унапређен систем пиштоља за избацивање), али спасавање на малим висинама при малим брзинама је и даље било фатално.

#### Избациво седиште „нула-нула“
Како је непрестани развој авијације и њена тактичка употреба, поставила нове изазове и нове захтеве од пилота наметнула се и потреба за спасавање живота пилота на малим висинама и при знатно већим брзинама. Зато долази до развоја нових конструктивних решења и појаве новог типа седишта које је омогућило спасавање пилота и са земље (чак и за време мировања авиона) али и при екстремним брзинама.
Пошто повећање снаге пиштоља, није долазило у обзир, решење је нађено у употреби ракетног пакета, који се састојао из више цеви причвршћених за седиште и који се активирао, преко траке фиксиране за патос авиона, након последњег ударца пиштоља. Конструктивна решења овог типа седишта повећала су висину избачаја седишта, што је давало довољно времена за активирање падобрана а уједно смањило силу оптерећења на тело пилота, због постепеног увећања брзине.
Прво седиште овог типа, произвела је фирма Мартин-Бекер, и оно је имало брзину од 150 g/sec, са максималним оптерећењем од 14 g на тело пилота и отварањем падобрана након 2 секунде од активирања пиштоља. У ову категорија седишта данас спада и савремено руско седиште К-36Д, које се у стручним круговима сматра једним од најмодернијих седишта на свету, јер омогућава искакање на висинама од 80.000 стопа и при брзинама авиона до 3 маха.
Основна карактеристика ових седишта, није само увећана могућност избацивања у екстремним условима, већ и читав низ конструктивних решења која повећавају безбедност пилота од повређивања (штитници од налета ветра, подизачи за ноге, граничници за руке и ноге, одстрањивачи ваздушног удара, квалитетнији ракетно погонски систем, телескопско-стабилизујући штитници са помоћним падобранима, комплет за спасавање и преживљавање, апарат за ограничавање притиска и систем за праћење редоследа функција седишта)

#### Избациво седиште задње генерације
Специфичност задње генерације избацивог седишта (К-36Д 3, 5 руске производње за које се сматра да је најсавременије избациво седиште у свету), је да рад седишта контролише вишепрограмски електронски систем који је повезан са информационим системом авиона. Анализирајући параметре о стању авиона у тренутку катапултирања, дигитални рачунарски систем на оптималан начин програмира рад седишта, специфичним почетним условима како би се обезбедила максимална сигурност пилота у току процеса избацивања. Савремена електроника седишта, анализира брзину, висину, угао терена, нагиб, угаону брзину лета и друге параметре авиона и седишта, и све то користи у подешавању процеса катапултирања.
Примењена електронска аутоматизације седишта, укључујући и информациони систем авиона, решава бројне проблеме и радикално смањује брзину и висину авиона на минималну брзину и висину, за безбедно катапултирање пилота у режимима и најповољнијем положају авиона у простору. У програм рачунара уграђено је више од стотину оптималних алгоритама за безбедан рад избацивог седишта у различитим ситуацијама. Избором одређеног програма рачунар врло брзо регулише рад избацивог седишта, на основу почетних параметара авиона у време катапултирања. Након катапултирања програм регулише и следеће функције; нагиб седишта, спречавање тумбања и подешава снагу ракетних мотора који подижу седиште на оптималну висину за сигурно активирање падобрана.
у складу са новим међународним захтевима, савремена седишта поседују и одређене ергономске особине, које су прилагођене антрополошким особина пилота - од леких и малих пилота (жена) тежине 44 kg до пилота тешких до 111 kg, а рачунар у свом програму врши и потребне исправке у складу са тежином пилота. Захваљујући овим особинама седишта пилоти имају и удобније услове за рад (у односу на седишта претходних генерација), што повећава толеранцију организма на убрзања која се јављају током маневара у ваздуху или у ваздушној борби, и обезбеђује бољи положај тела у седишту, што умањује замор у току летења.

## Кретање избацивог седишта
Од тренутка катапултирања, кретање избацивог седишта може се поделити у три фазе:
- 1 фаза. Кретање по шинама под утицајем иницијалног пуњења (седиште се још увек креће заједно са авионом),
- 2 фаза. Слободно кретање седишта од момента одвајања од авиона (у његовој непосредној близини),
- 3 фаза. Кретање седишта у моменту стартовања падобрана (одвајање пилота са падобраном од седишта).

## Дејство ваздушних струја и висине

### Ваздушни удар
После почетног излагања тела пилота позитивном убрзању, које настаје након дејства почетног експлозивног пуњења, и катапултирања заједно са седиштем ван кабине авиона, тело пилота се излаже (позитивном) или (негативном) убрзању „постепеним“ уласком у ваздушну струју (удар бласта). У том моменту цело седиште са телом пилота, изложено је сили (негативног) убрзања или дејству силе успорења или дејству 20. јединица (негативног убрзања), изазваног дејством ваздушног удара (ваздушног бласта). Подаци добијени након бројних тестова катапултирања на великим брзинама, показују да снага протока ваздуха утиче и на грудни кош и трбух. На брзинама већим од 780 км/час долази до поремећаја функционисање протока ваздуха у плућима што изазива и краћи застој дисања. Даље повећања брзине све више повећава дисајне сметње у инспиријуму, које могу бити различитог трајања, док катапултирање при брзини лета већој од 900 км/час, захтева посебну заштиту трбуха и грудног коша. Зато се на седиштима испред трбуха и грудног коша уграђују одстрањивачи ваздушног удара (види слику).
Сила ваздушног удара, која се означава ознаком (Q) је пропорционална површини тела пилота и седишта и разлици између брзине тела пилота и седишта и ваздуха у коме се они крећу (што је приказано у наведеном обрасцу-(види доле)
{\displaystyle \mathbf {Q} =QA} где је; {\displaystyle \mathbf {QA} =1/2V2}
{\displaystyle \mathbf {Q} =N} - сила (у Њутнима)
{\displaystyle \mathbf {A} =m2} - површина
{\displaystyle \mathbf {Q} \left[{\frac {N}{m2}}\right]} — динамички притисак ваздуха
{\displaystyle \mathbf {p} \left[{\frac {kg}{m2}}\right]} — густина ваздуха
{\displaystyle \mathbf {V} \left[{\frac {m}{sec}}\right]} — брзина
Зато су, брзина и висина лета авиона у тренутку катапултирања јако важне променљиве. Што је већа брзина ваздуха и нижа надморске висине, већа ће бити сила ваздушног удара (Q-сила) која дејствује на седиште и тело пилота у њему. Имајући у виду, значај ваздушног удара, пилоти се обучавају, да пре катапултирања, обавезно смање брзину авиона и повећају висину лета (ако за то постоје објективни услови), чиме смањују интензитет динамичног удара ваздуха. О последицама које могу настати дејством ваздушног удара на великим брзинама и малим висинама, најбоље говори следећи цитат;
Ф. Смит, пробни пилот једне америчке компаније при рутинском лету на надморској висини, од 11.300 m прешао је у хоризонтални лет са допунским сагоревањем које је и даље било укључено. Док је убрзавао авион је имао малу тенденцију да понире, што је пилот могао да савлада, али врло брзо авион прелази у стрмо понирање, и долази до отказа управљања. Иако је Смит је предузео мере да изравна авион, брзина се повећала на скоро 1.300 km / х, и он доноси одлуку о напуштању авиона, упркос чињеници да је знао за могуће катастрофалне последице спасавање на овој брзини.
Махов број је показивао суперсоничну брзину, а понирање авиона је било око 350 м/sec а у авиону је настала страховита бука и Ф. Смит, лишен самоконтроле, ослања се према напред да би се ослободио буке, и ставља тело у још гори положај за избацивање. Спушта главу скоро до колена, ноге држи на педалама, а леву руку на команди за гас. У међувремену, Смит десном руком активира столицу. Тренутка када је извукао полугу (он се касније уопште не сећа), јер је очигледно то учинио непосредно пред губитак свести. На сву срећу аутоматика седишта је правилно одрадила и пилот је преживео катапултирање.
Смитова одећа после спасавања, је била растргана, личне ствари; укључујући и ципеле, чарапе, кацигу, кисеоничку маску, рукавице, сат и прстење, нестали су. Лице пилот је било унакажено, стомак је био толико пун ваздуха, да је он тело одржавало на површини воде без појаса, и у животу до доласка брода који га је спасао.
Јако трауматизован без, свести, Смит је на путу ка болници проговорио само неколико неповезаних речи. Испитивања у болници открила су, бројна спољашња и унутрашња оштећења на телу пилота. Очи су штрчале, нос је био деформисан од маске, а лице прекривено ранама и огреботинама. Јак ваздушни удар напунио му је желудац ваздухом а због крварења и повреда на лицу отежано је дисао. На телу је имао безброј оштећења тетива као и повреде око, јетре и црева, са преко 20 крварења у разним деловима тела.

Када је из воде извучена олупина авиона, утврђено је да се Ф. Смит катапултирао при брзини од 1,05 Маха на висини од 1.980 m, односно при брзини од 1.250 km / х. У моменту катапултирања пилот је био изложен оптерећењу од 40г, што је отприлике еквивалент ваздушном притиску G <6.000 kg/m².

### Неконтролисано кретање удова и главе
Као последица дејства експлозивног пуњења избацивог седишта, ваздушног удара и могуће појаве ротације (тумбања) седишта, нарочито на великим брзинама летелице, може доћи до неконтролисаног кретања удова и главе, ако ови делови нису фиксирани у безбедном положају, што може изазвати озбиљне последице ударом тих делова тела о делове кабине или друге структуре летелице. Ево једног примера о неконтролисаном кретању удова и његовим последицама по организам пилота, из историјата развоја избацивог седишта;
Године 1955, у штампи су објављена два случаја избацивања на суперсоничним брзинама лета.
Једно од тих избацивања из авиона F-100 извршио је поручник Моланд који се катапултирао, на надморској висини од 7.500 m при брзини лета, од 1,01 до 1,1 Маха, по инструменту у авиону, или око 1140 до 1230 км/час, током стрмог понирања. Авион је био опремљена са једним од првих модификованих седишта компаније Мартин-Бекер, серије Мк-2. Накнадно је утврђено да је пилот левом руком активирао механизам за избацивања,  док је десна рука остала на командама авиона, тако да није била иза заштитне завесе. Ваздушни удар је ту његову руку бацио уназад, иза његових леђа и разбио о површину седишта. Снага ваздушног удара је била толико јака да му је скинула рукавице, и оштетила кисеоничку маску и кацигу. Ударац ваздуха у лице изазвао је субкоњунктивална крварења у очној дупљи и модрице на лицу. Аутоматика седишта је правилно функционисала и на висини од 3.000 m нормално се отворио падобран, и процес спуштања се правилно завршио.
Зато савремена пилотска седишта имају специјално конструисане штитнике за трбух и грудни кош, специјално дизајниран наслон за заштитну кацигу пилота и фиксаторе и подизаче доњих удова и граничнике за горње удове (види слику). Увођењем ових мера заштите пилота од неконтролисаног кретања удова и главе, број повреда у току катапултирања је значајно смањен.

### Кружно кретање (тумбање)
Кружна ротација тела (тумбање) у смеру глава–пете, око попречне осе тела, може се јавити код пилота у седишту, након катапултирања због дејства;
- ваздушног удара (ваздушног бласта)
- дејства ветра и
- дејства силе успорења (силаском у гушће слојеве атмосфере)

Ротација је посебно опасна на великим надморским висинама, због мањих сила пригушивања у разређеној атмосфери, када тумбање може да се појави у свим правцима и свим степенима интензитета.
Истраживања (енгл. Walchner-а) током 1958, спроведена на висини од 83.000 фита, показала су да људско тело може да развије брзину ротирања (тумбања) и до 465 обртаја/мин.
Слична истраживања (енгл. Weiss, Edelberg, Charland, и Rosenbaum) која су они 1954. вршили на животињама и људима, како би установили границе толеранције тела на ротацију, показала су да ако је центар ротације у пределу срца, несвестица код људи настаје у року 3 до 10 сек на 160 обртаја/мин, а да је фатална брзина ротације од 400 обртаја/мин.
Тумбање изазива комбинација позитивног и негативног убрзања, а учинак варира од локације центра ротације. Када је, срце центар ротације, кардиодинамички и општи циркулациони поремећаји су максимални. Истраживања на животињама су показала да је на 150 обртаја/мин, са центром ротације у срцу, артеријско-венска разлика притиска и пулса сведена на мање од 5 mmHg а срчани излаз на нулу. У ткивима се у овим условима, јавља недостатак кисеоника и појава хипоксије, а у мозгу крварења из оштећених зидови крвних судова због јако великих вредности систолног притиска изазваног ротацијом.
Хидраулични учинци, најизраженији су у оним регионима тела који су најудаљенији од центра ротације. Када је центар у доњим деловима тела, могу се јавити; конјуктивална крварење, периорбитални оток и крварење у синусима и средњем уву.
Праг (ниво) за појаву петехијалних крварења у конјунктивама су експериментално одређени и износе;
- са центром ротације у карличном гребену, вредности варирају од 3 сек на 90 обртаја до 2 минута на 50 обртаја/ мин,
- са центром у срцу, од 4 секунде на 120 обртаја/мин до 10 минута на 45 обртаја.

Применом конусних ветроказа, помоћних стабилизатора, додатне контроле ракетних мотора и још неких техничких решења значајно је смањена појава неконтролисане ротације (тумбања).

### Температурне промене
Атмосферски ваздух се загрева апсорпцијом топлоте која зрачи са земљине површине, што условљава и сталне температурне промене ваздуха. Са порастом висине, на сваких 300 m надморске висине, температура опада за 2 °C, све док се не достигне температуру од -55 °C.
Зато је у случају катапултирања, на већим висинама, пилот изложен екстремним температурним променама у времену мањем од 1 секунде. Из оптималних услова који владају у кабини авиона (+22-26 °C), пилот доспева у услове са екстремно ниском температуром (до -55 °C). Губитак било ког дела заштитне летачке опреме, као што су рукавице, чизме итд, у овим условима може да има за последицу појаву промрзлина тежег степена.

### Декомпресиона болест
Као последица искакања на великим висинама, у телу пилота може настати декомпресиона болест, као последица нагле декомпресије (промене притиска гасова) у кабини авиона, након одбацивања или пробијања крова, и наглог излагања тела пилота условима сниженог атмосферског притиска. Основни узрочник болести су гасни мехурићи азота који из растворљивог стања у крви и ткивима прелазе у гасне мехуриће и при томе се нагомилавају у телесним течностима и ткивима.
Декомпресиона болест након катапултирања може настати као резултат неправилне подешености, отказа или губитка дела заштитне летачке опреме и кисеоничког система што има за последицу нагли пад парцијалног притиска кисеоника у плућима због промене амбијенталног притиска. У току летења на великим висинама, када се гасови удишу под повишеним притиском, долази до њиховог растварања у течностима организма. Са повећањем притиска удахнутог ваздуха (што се дешава у телу пилота са порастом висине лета), настаје његово лагано растварање у течностима ткива све до одређене количине која представља максимално засићење течности гасовима за тај притисак. Када се притисак у удахнутом ваздуху (нагло) смањи, долази до издвајања гаса из течности ткива, како би се поново постигао притисак околине. Уколико се притисак смањује постепено, гас се издваја без икаквих проблема. Међутим, уколико се промена притиска врши убрзано, (као што је то случај након наглог губитка притиска у кабини авиона), молекули гаса се групишу у гасне мехуриће. Тада је притисак у плућима мањи од притиска у херметизованој кабини авиона. Растворени гасови, теже да се издвоје из ткива (у чему азот предњачи). Ако не могу да се издвоје довољно брзо формирају мехуриће, што може довести до појаве декомпресионе болести. Ако су пропусти у декомпресији већи, болест се јавља брже и по правилу знаци болести су тежи, а ако се симптоми јављају касније обично се ради о лакшем облику декомпресионе болести. У зависности од тога где је дошло до накупљања мехурића, зависи и у којим ткивима и органима ће доћи до поремећаја. Постоје докази да неоткривени, занемарени или асимптоматски декомпресиони поремећаји могу довести и до неповратног органског и функционалног оштећења организма.

## Техничке карактеристике неких избацивих седишта
| Карактеристике     | Мартин Бејкер Мк-10ЛБ | Звезда К-36Д           | Звезда Км-1            |
| ------------------ | --------------------- | ---------------------- | ---------------------- |
| Земља порекла      | Уједињено Краљевство  | Русија                 | Русија                 |
| Оперативна висина  | 15.250                | 20.000                 | -                      |
| Тип седишта        | „“ - 0-0 (нула-нула)  | „“ - 0-0 (нула-нула)   | „“ - 0-0 (нула-нула)   |
| Брзина избацивања  | до 1.111,2            | до 1.400               | до 1.200               |
| Трајање избацивања | 1,5                   | -                      | -                      |
| Начин изласка      | Кроз кров кабине      | Без и кроз кров кабине | Без и кроз кров кабине |
| Убрзање []         | 14 до 16 „g“          | до 20 „g“              | до 20 „g“              |
| Сила потиска       | 20.000                | -                      | -                      |
| Тип ваздухоплова   | Орао, Г-4 Супер Галеб | Миг-29                 | МиГ-21                 |

## Фазе напуштања ваздухоплова избацивим седиштем
Током летења пилот је за седиште везан падобраном, уграђеним у седиште и осигуран заштитном опремом, која мора бити проверена и подешена пре сваког лета. Системом подешавања на седишту пилот се поставља у одговарајући положај за лет. Пре полетања постоји одређена позиција седишта која се појединачно подешава за тело сваког пилота тако да наслон за главу и систем веза одговара различитим димензијама пилота.
Процес напуштања ваздухоплова избацивим седиштем одвија се се у две фазе;
- Прва фаза, или фаза припрема (траје од момента доношења одлуке за примену седишта до активирања седишта).
- Друга фаза, или фаза избацивања или катапултирања, (траје од активирања седишта до приземљења падобраном)

### Фаза припрема за избацивање
По доношењу одлуке о напуштању авиона у лету потребно је да пилот ваздухоплова обави следеће радње;
- Јави своју одлуку о напуштању авиона контролном торњу
- Спустити заштитно стакло пилотске кациге на лице
- Преведе авион у хоризонталан лет и смањи брзину авиона на 500
- Привуче ноге што ближе седишту, наслони главу чврсто на наслон за главу, прислони леђа уз наслон седишта и руке уз тело и ухватити ручицу за активирање седишта (која се налази између ногу пилота)
- Затворити очи
- Повуче ручицу за активирање седишта. Након повлачења ручице процес се одвија аутоматски, и даље је ван утицаја пилота.

### фаза избацивања или катапултирања
Друга фаза или процес напуштања авиона почиње након повлачења ручице за активирање седишта;
- Повлачењем ручице на седишту, пали се пиропатрон, и гас који се том том приликом ствара активира инерциони уређаја пилотских веза које привлаче пилота у правилан положај за избацивање (везе привлаче тело и ноге уз седиште).
- Затим гасови долазе до гасног иницијатора катапулта и доводе до активирања примарног пиропатрона балистичког катапулта (телескопског систем цеви, које личе на штап за пецање или телескопску антену).
- Покретање (извлачење) телескопских цеви и даље кретање седишта потпомогнут је додатним активирањем још два секундарна пиропатрона.
- Подизањем седишта, долази до пробијања поклопца кабине авиона и прекида дотока кисеоника из боца у авиону, и почиње са радом кисеонички систем на самом седишту (који омогућава дисање пилоту све до доласка на безбедну надморску висину (око 3000 m).
- Телескопске цеви достижу крајњу висину 1.8 до 1,9 m од пода кабине, и у завршној фази њиховог извлачења, долази до активирања пиропатрона ракетних мотора и паљења ракетног горива у ракетном мотору који се налази испод самог седишта. Ракетни мотори имају по четири млазнице, две леве и две десне, који својим потиском и имају за циљ да пилотско седиште избаце до висине потребне за безбедно отварање падобрана.
- Након напуштања кабине, на седишту се отвара стабилизујући падобран који има улогу да успори и стабилизује слободан пад седишта и пилота, (који је још увек чврсто везан у њему), све до отварања главног падобрана.
- Главни падобран се активира тек након стварања услова за активирање (а то је висина испод 5.000 m односно подешена висина на баростатском механизму, која зависи од висина територије на којој авион лети и повезана је са надморском висином највишег планинског врха на тој територији – у Србији та висина је приближно 3.000. метара)
- На задатој висини активира се падобран и долази до ослобађања пилота од седишта тј. активирани падобран подиже пилота из седишта услед појаве разлике у брзини пада између седишта и пилота, а седиште наставља слободним падом ка земљи. Кисеонички уређај на самом седишту који је омогућавао дисање пилоту до отварања главног падобрана, сада се одваја од седишта. Специјална гуртна (дугачка око 4,5 m) која је једним делом закачена за леву ногавицу пилотског комбинезона а другим делом за пакет за преживљавање извлачи пакет из простора за смештај у седишту и он остаје да виси везан за пилота све до приземљења.
- Потом следи нормално спуштање падобраном и приземљење пилота.

## Дејствујуће силе у катапултирању
Након повлачења ручице за активирање седишта, после дејства пиропатрона (које су задужене за остварење почетне висине и брзине седишта), активира се ракетни мотор који омогућава даље кретање седишта. У време дејства пиропатрона седиште је везано за авион и креће се по балистичком катапулту, који се састоји од телескопске цеви које се извлаче и служе као вођице. Међутим, у тренутку када се активира ракетни мотор седиште је слободно. Ако је авион био у покрету у тренутку започињања катапултирања, седиште је и под дејством интензивне ваздушне струје (чији интензитет зависи од брзине и висине авиона). Силе које делују на седиште усмеравају даље кретање седишта, а међу њима је најинтензивнија сила потиска ракетног мотора. Отпор ваздуха и тежина седишта, иако су мање силе, знатно утичу на трајекторију седишта.
Потисак ракетног мотора делује на систем седиште-пилот са резултујућим силама и моментом, који се налазе под одређеним просторним углом у односу на силу тежине и отпора ваздуха, тако да на избациво седиште у слободном лету делују следеће аеродинамичне силе и моменти;
1. Сила чеоног отпора
{\displaystyle \ Q\,=\ C_{x}\,{\frac {\rho \,\mathbf {v} ^{2}}{2}}\ S\}}
2. Сила узгона
{\displaystyle \ P\,=\ C_{y}\,{\frac {\rho \,\mathbf {v} ^{2}}{2}}\ S\}}
3. Обртни момент
{\displaystyle \ M_{z}\,=\ m_{2}\,{\frac {\rho \,\mathbf {v} ^{2}}{2}}\ Sl\}}
     
Где су:

| {\displaystyle \ S}       |  | површина дна седишта са пилотом |
| {\displaystyle \ C_{x}}   |  | коефицијент чеоног отпора       |
| {\displaystyle \ C_{y}}   |  | коефицијент узгонске силе       |
| {\displaystyle {\ \rho }} |  | густина ваздуха                 |
| {\displaystyle \ V}       |  | брзина кретања                  |
| {\displaystyle \ m_{z}}   |  | коефицијент момента             |
| {\displaystyle \ l}       |  | карактеристични линеарни однос  |

Након престанка дејства сила узгона ракетних мотора, седиште досеже максималну висину или горњу тачку катапултирања, након чега прелази у слободан пад под утицајем дејства земљине гравитације на тело пилота заједно са седиштем. Брзина слободног пада зависи пред свега од тежине пилота заједно са седиштем и дејствујуће површине отпора ваздуха, густине ваздуха и брзине ветра, јер је сила гравитације константна величина (1 g или 9,8 м/сек).
Активирање главног падобрана настаје, након досезања горње тачке избацивања, одмах, ако се ради о малим висинама (нпр код катапултирања са нулте висине) или одложено, након стварања оптималних услова за његово активирање.  Након активирања падобрана долази до ослобађања пилота од седишта тј. активирани падобран подиже пилота из седишта услед појаве разлике у брзини пада између седишта и пилота. У том моменту пилот је изложен негативном убрзању илу успорењу све до потпуног отварања куполе падобрана.
Затим настаје фаза спуштања падобрана брзином, која се у просеку креће од 5-8 м/сек. На брзину спуштања падобрана утиче; површина куполе и конструктивне карактеристике падобрана, густина ваздуха, тежина пилота са опремом и брзина ветра.
На крају следи доскок на земљу, воду или неку другу површину, када је тело пилота поново изложено дејству негативног убрзања (или успорењу) због наглог заустављања његовог даљег кретања. Интензитет успорења зависи пре свега од брзине спуштања падобрана, телесне тежине пилота са опремом и коефицијента отпора подлоге (тј њене тврдоће) али и од обучености пилота за доскок. Доскок треба да је што мекши, са скупљеним стопалима у исту раван и припремљеном мускулатуром за додир са подлогом. У моменту контакта са подлогом пилот треба да тело преведе у колут напред или назад како би на тај начин што више амортизовао динамички удар у подлогу. Приземљење падобрана је уједно и један од најкритичнијих делова спасавања избацивим седиштем, посебно ако се заврши доскоком на препреку (када је праћен повредама или погибијом) или површину воде када може да дође до утапања пилота због обмотавања тела конопцима или куполом падобрана, или хипотермије због расхлађивања тела при дужем боравку у хладној води.

## Проблеми и недостаци

### Проблеми
Тренутно, се у ваздухопловству најчешће као средство за спасавање користи метода катапултирања, избацивим седиштем, која може спасити живот пилоту на свим достигнутим брзинама и висинама, па чак и у преокренутом положају авиона, као и уз могућност напуштања авиона, и на нултим брзинама и екстремно ниским висинама, са земље у фази полетања или слетања авиона.
Главни проблеми у изради таквих средстава, су ограничене физиолошке могућности људског организма, који у условима напуштања (избацивања), доживљава јак стресни поремећај, што конструкторима авиона и пилотског седишта, намеће решавање компромиса између могућности организма и потребе за брзим напуштањем ваздухоплова.
Наки од најважнијих техничких проблема су;
- аутоматизација процеса избацивања,
- избор ракетног пуњења,
- избор најбољег смера и дужине (висине) избацивања,
- избор праваца и смера потиска,
- начин стабилизација седишта и избор падобрана,
- избор поуздане заштите пилота у току изложености промене атмосферског притиска

Пре почетка спасавања настаје декомпресија у кабини авиона, која се карактерише падом притиска у околини у секунди. Када пилот лети на висини од 19.000 m или већој, у случају депресуризације кабине, притисак у околном ваздуху, пада на (47 mmHg), што одговара притиску на коме настаје хладно кључање течности у ткивима (крви), у људском телу. Зато је поред избацивог седишта, за очување живота пилота у случају принудног напуштања авиона неопходана и специјална висинска опрема. Употреба висинске опреме, као заштитног средства за слободан боравак у екстремним условима у ваздуху омогућава да се прошире могућности примене избацивог седишта на свим висинама и при свим брзинама.
Непрестани развој ваздухоплова и увећање брзина и висина лета, мења тактику примене борбених ваздухоплова и повећава њихове маневарске способности, што може у авиону да доведе до разних поремећаја у раду његових система али и условљава стално повећања њиховог број у авиону што још више повећава вероватноћу отказа. Зато се упоредно са њиховим развојем, повећава и поузданост ових система, и авиона у целини. Али готово увек вероватноћа за ванредни догађај постоји, што чини да даљи лет није могућ, а и угрожава живот пилота.
Нажалост понекад напуштање авиона и поред свих наведених система изостаје или је немогуће, што потврђују дугогодишња статистика ваздухопловних удеса, и потврђују теорију ваздухопловне медицине да борбени авиони, захтевају сталну обуку посада у случају потребе за напуштањем ваздухоплова и спасавање живота.
Пилоту у лету увек није могуће да брзо утврдити узрок отказа. Он често покушава пронаћи разлог, и често губи драгоцено време. Као резултат тога, напуштање авиони често настаје веома брзо, понекад брзоплето, што усложњава ситуацију, а понекад је и ван реалних могућности средства спасавања. Све то потврђује потребу за примену високе технологије мулти-аутоматизованих средства за спасавање, у којима се максимално искључују интервенције пилота у току спасавања.

### Недостаци избацивих седишта
До средине 1960. увођење нових типова авиона у ратним ваздухопловствима САД, Велике Британије и Шведске, показала су појаву значајног броја повреда кичменог стуба, пилота, након њиховог спасавања применом избацивог седишта фирме Мартин-Бакер. Бројне анализе ваздухопловних удеса, у овом раздобљу, износе податак, да су повреде кичменог стуба била присутна код 20 до 43% пилота након примене избацивог седишта овог произвођача. Слична истраживања спроведена у РВ и ПВО Југославије, спроведена на основу рендгенолошке документације (повређених пилота након катапултирања), у периоду од 1979. до 1988, показала су сличну учесталост прелома кичменог стуба, која је износила 44%.
Накнадним истраживањем, високог броја повреда кичменог стуба, утврђено је да су главни узроци овако великог броја повреда;
- Велико преоптерећење, кичменог стуба у току избацивања, у односу на прописима дозвољена, која не би смела да прелазе 20 „g“ у трајању, не већем од 0,1 sec и стопи увећања не већем од 250 до 300 g/sec.
- Конструктивни недостаци који су доводили до веће закривљености кичме и смањивали њену механичку чврстоћу.
- Неправилан положај пилота у моменту избацивања.

#### Најчешћи технички недостаци избацивих седишта[22]
1. Несавршен облик седишта
Неки типове седишта, због несавршеног облик наслона значајно повећавају савијање кичме у моменту избацивања. Положај леђа у моменту избацивања, мора бити у складу са природном кривином кичменог стуба (мало истурен напред), што значајно смањује број повреда кичме.
2. Неправилан положај седишта
Рендгенска снимања, су показала да код пилота који је седео у седишту у нормалном положају, није долазило до прелома кичме, ако је угао између бутина и тела пилота био 135°. При повећању или смањењу овог угла мења се и положај доњег дела тела и долази до савијања кичме. Ова појава је карактеристична за седишта са кратким седалним делом, недовољном висином седишта од пода кабине и непостојање ослонца за ноге (стопала). 
3. Недостаци система веза-појасева
Лоша конструкција веза или њихова неправилна подешеност ствара немогућност правилног позиционирања тела у односу на седиште и онемогућава правилно позиционирање горњих и доњих делова тела у односу на седиште. Код неких типове седишта, „сидриште“ трака за везивање се налази испод нивоа рамена, што нарушава правилно фиксирање горњег дела тела, и истовремено ствара додатно оптерећења кичме током избацивања. Најбољи резултати се постижу, ако је тачка везивања трака на раменом појасу, чиме се значајно смањује оптерећење кичме, и ако се систему веза дода и аксиларни појас који покрива груди. 
4. Величина угла између уздужне осе кичме и праваца избацивања 
Бројна рендген снимања су показала да чак и у случају правилног положаја тела у седишту, пилот природно савија кичму и доводећи је у непожељан угао у односу на правац дејства силе убрзања. У моменту избацивања, тај угао је понекад достизао вредност од 15°. Укупан угао између осе кичме и смера убрзања, може да достигне и угао од 30°, што значајно изазива смицање сила које делују на кичму током избацивања и доприносе њеним деформацијама. Препорука лекара је да величина овог угла буде што је могуће мања. 
5. Неодговарајућа облога седишта
Мекоћа седишта и исправан инсталациони пакет, који се налази у окружењу пилот, су од велике важности, јер утичу на интензитет динамичког удара у току избацивања. Ефекат динамичног утицај је више изражен код меких седишта, али и код претерано тврдих. Зато се за ову намену користе специјална пунила која омогућавају облози седишта да се постепено прилагођава телу пилота у току избацивања.
6. Неправилан однос (размак) између стакла на поклопцу кабине и заштитне кациге пилота 
На неким авионима примењује се избацивање директно кроз стакло кабине. Како током лета пилоти имају тенденцију да се подигну у седишту због боље видљивости и приближавају главу крову кабине, што у случају избацивања кроз стаклени поклопац кабине, може доћи до оштећења на глави и лицу непосредно испод стаклених површина крова кабине, у моменту избацивања.
7. Недостаци у систему за управљање избацивањем
Улога пилота у процесу спасавања (након активирања седишта) треба да буде у потпуности искључена и да се целокупни процес одвија спонтано (аутоматски) у свакој ситуацији. Електрична контрола избацивања седишта, захтева аутономни систем напајања електричном енергијом, што није био случај код неких конструкција седишта, па је долазило до отказа напуштања авиона и погибије пилота. Такође и лоши контакти, у бројним прекидачима испољавали су слабост, што је недопустиво у ери савремене електронике. Зато савремена седишта имају независни електрични систем, намењен само седишту, који почиње са напајањем седишта електричном енергијом након активирања седишта, потпуно независно од напајања осталих агрегата авиона. Применом независног напајања спречава се могућност, нежељеног активирања седишта, за време одржавања електричне инсталације авиона, што се такође дешавало у току рада механичара на опслуживању авиона или након квара електричне инсталације авиона у ваздуху. 
8. Недостаци у конструкцији и неправилна употреба пилотске кациге
Како се одвија избацивања седишта из кабине, јавља се значајна разлика притиска на део тела изложен ваздушном удару ван авиона у односу на део тела које је и даље под заштитом авионских структура. Иако је трајање диференцијална разлика ваздушни притисак траје врло кратко време, ипак, је оно понекад довољно да узрокује озбиљне или фаталних повреде. У неким случајевима, након почетног излагање дејству ваздушне струје (ваздушни бласт-удар) кацига на глави, код неких пилота понашала се као „једро“, и снажно померала пут назад, због чега је долазило до прелом подјезичне кости (па и доње вилице), дејством каиша којим се испод браде фиксира кацига. Ово је изузетно ретка, појава али је могућа на већим брзинама избачаја (> 650 км/час). Да би с умањио овај ефекат, данас се раде савршеније верзије трака за фиксирање кациге које су у јединственом систему са кисеоничком маском, која на широј површини належе на лице, што равномерније дистрибуира ваздушни удар. Сви системи везани за правилан положај кациге и отпорност на ваздушни удар данас се редовно тестирају и проверавају, те су овакве повреде изузетно ретке и једино могуће, код неправилне примене кациге.

#### Најчешће повреде и друга оштећења тела пилота, у појединим фазама, у току напуштања ваздухоплова
| ФАЗА СПАСАВАЊА                           | УЗРОК И ВРСТА ПОВРЕДА |
| ИЗБАЦИВАЊЕ                               | - Дејство силе избацивања седишта - Компресивни преломи кичменог стуба - Дејство седишта или делова кабине - Преломи костију удова - Преломи стопала - Дејство крова кабине - Раздеротине лица - Повреде врата - Компресивни преломи кичме - Бласт повреде (ваздушни удар) - Петехиална крварења, крварења у мрежњачи и конјуктивална крварења - Ротације кациге - Повреда врата |
| УСПОРЕЊЕ И ОДВАЈАЊЕ ОД ИЗБАЦИВОГ СЕДИШТА | - Заустављање (линеарно успоравање) - Преломи - Дислокација зглобова-ишчашења - Дејство сила акцелерације и децелерације - Повреде унутрашњих органа - Несвестица, због повреде главе - Субдурални хематом - Град и киша - Нагњечења, крварења |
| ОТВАРАЊЕ ПАДОБРАНА                       | - Стрес изазван отварањем падобрана (динамички удар-успорење) - Повреде врата и ребара - Повреде мишића - Дислокација вратних пршљенова - Удар ваздуха - Преломи костију лица - Контузије (нагњечења) - Лацерације (раздеротине) |
| СПУШТАЊЕ ПАДОБРАНОМ                      | - Искакање на великој висини - Промрзлине - Хипоксија - Велике брзина, ротација и/или спирално спуштање - Јаки болови и крварења - Спуштање кроз дрвеће - Раздеротине - Преломи |
| ДОСКОК НА ЗЕМЉУ                          | - Непосредни утицај доскока - Прелом ноге уганућа и ишчашења зглобова - Преломи кичменог стуба - Повлачење падобрана након доскока - Опекотине изазване трењем - Преломи - Дављење обмотавањем ужади око врата - Доскок у или у близини пожара - Опекотине - Доскок у воду - Вода у плућима и желуцу - Утапање - Доскок на електричне далеководе - Струјни удар - Опекотине      |

## Најчешће употребљавана избацива седишта у свету
| Порекло               | Произвођач | Ознака                                                                | Авиони на којима се примењује                                   |
| --------------------- | ---------- | --------------------------------------------------------------------- | --------------------------------------------------------------- |
| Уједињено Краљевство  |            | T37, T38, Mk12H-Harrier, T6/JPATS, Mk.F16F Seat - Rafale, US16T Seat, T-38 and F-5, Mk-15, Mk-16 low-speed, Mk.16A Seat - Eurofighter| Saab-Grtipen, Орао, Супер Галеб, Grumman F-14D Tomcat, Douglas T-45A Goshawk, Douglas F/A-18C i D, Eurofigter,                                          |
| Сједињене Државе      |            |                                                                       |                                                                 |
| Сједињене Државе      |            |                                                                       | -                                                               |
| Шведска               |            |                                                                       |                                                                 |
| Русија                | НПП Звезда | СКС-94, К-93, К-36Д, К-36Л, К-37(за хеликоптере)                      | МиГ-29, Су-29, Су 26М3, Су -31М Су-29ЛП, ЈК-52М, РД-2500, Ми-50 |
| Кина                  |            |                                                                       | -                                                               |
| НАТО                  |            |                                                                       |                                                                 |
|                       |            |                                                                       |                                                                 |
| На дан: 20. март 2010 |            |                                                                       |                                                                 |